# Institut Valencià d’Art Modern

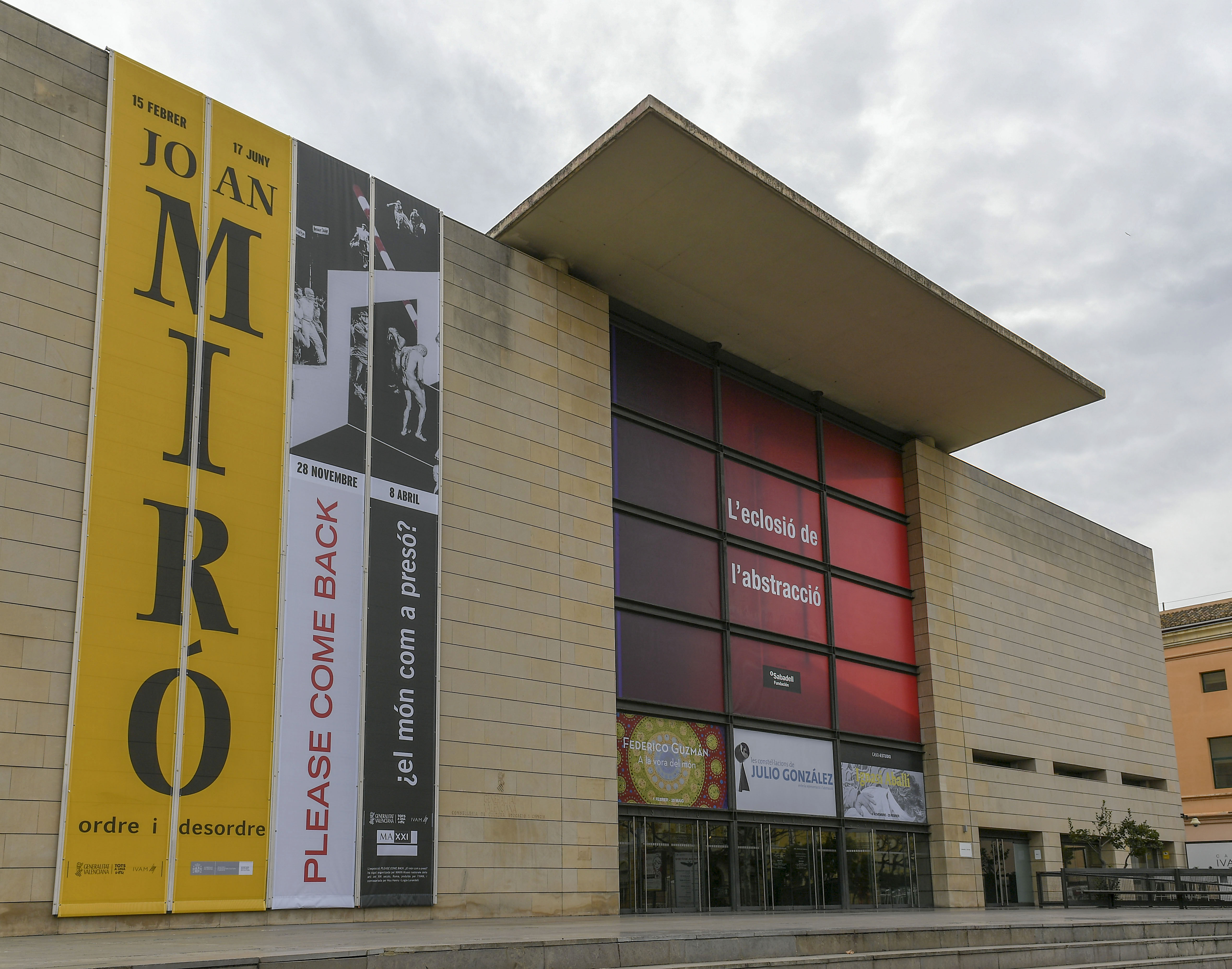
Institut Valencià d’Art Modern 2018

Das Institut Valencià d’Art Modern (IVAM) ist das wichtigste Museum für moderne Kunst in der Stadt Valencia. Es zeigt die Entwicklung der Kunst und Fotografie im 20. Jahrhundert. Das Museum bietet sowohl permanente Sammlungen wie auch befristete Ausstellungen, Diskussionen und Kurse an. Es wird vom Ministerium für Kultur, Bildung und Sport der Region Valencia geführt.

## Aufbau des Museums
Das Museum gliedert sich in zwei große Einheiten, das Centre Julio González, das 1989 öffnete, und die Sala de la Muralla, die es seit 1991 zu besichtigen gibt:
- Im Centre Julio González gibt es zahlreiche Werke des einflussreichen Künstlers zu sehen, die zugleich repräsentativ für die Kunst des 20. Jahrhunderts sind. Grafiken, Fotokunst und Fotomontagen stehen hierbei im Vordergrund. Sieben Bildergalerien führen künstlerisch durch das 20. Jahrhundert. Ein weiterer Schwerpunkt ist die Sammlung mit Werken des Malers Ignacio Pinazo, von dem das Museum über 100 Gemälde und mehr als 600 Zeichnungen besitzt.
- In der Sala de la Muralla findet man abgesehen von eindrucksvollen alten Stadtmauerresten weitere, immer wieder wechselnde Expositionen mit Malerei und Fotografie von der Avantgarde bis zu den 1970er Jahren. Auch auf ganz aktuelle Kunst wird ein Schwerpunkt gelegt.

Vor dem IVAM gibt es häufig Freilichtausstellungen. Insgesamt zeigt das Museum etwa 2.000 Werke.